# 好奇害死猫 (电影)
《好奇害死猫》（英語：Curiosity Kills the Cat）是一部2006年上映的中國大陸惊悚片，由张一白导演，在他的家乡重庆拍摄，由胡军、廖凡及港星刘嘉玲出演。尽管起初它由中国大陆制作，其国际销售却是由香港的Golden Network处理。影片采用多角度非直线叙事手段，事实真相慢慢浮出水面。
刘嘉玲因在该片中的表现获得了金鸡奖最佳女演员。
该剧对一些以来自《综艺》杂志的德雷克·埃利为最著名的批评家来说，是中国电影开始已开始产生的一种流行而精心制作的娱乐的一个典型。

## 剧情
郑重与千羽是一对中上阶层夫妻，两人育有一子小白。郑重与家附近开美甲店的女子梁晓霞发生了婚外情，这个事实被在临近的照相馆工作的年轻女子陌陌发现并用手机拍了下来。郑重与梁晓霞分手后，千羽多次遭到不明身份之人用油漆的伤害，儿子小白还失踪了，而郑重怀疑这一切都是梁晓霞干的。终于在最后，郑重杀了梁晓霞并被警方抓获。
然而，事实真相浮出水面，原来就当千羽发现丈夫与梁晓霞的关系后，就产生了报复的计划。千羽出钱雇佣小区保安刘奋斗协助她，而之前用油漆的伤害和小白的失踪都是千羽指示刘奋斗做的。最后刘奋斗为了得到10万元钱，成为绑架小白的凶手被警方抓获。

## 主角
| 演員   | 角色   | 備註                                                                               |
| 刘嘉玲 | 千羽   | 郑重的妻子。                                                                       |
| 胡军   | 郑重   | 千羽的丈夫，夫妇俩有一个孩子。电影的第二幕是以他的视角进行的。                     |
| 宋佳   | 梁晓霞 | 在郑重夫妇家附近开美甲店的女子，郑重的情人。                                       |
| 廖凡   | 刘奋斗 | 小区保安。电影的第三幕是以他的视角进行的。                                         |
| 林源   | 陌陌   | 在照相馆工作的年轻女子，郑重夫妇婚姻争执的见证人。电影的第一幕是以她的看法进行的。 |

## 审查
奇怪的是，在电影发展过程中，一名技术人员担心这部电影的色情镜头无法通过审查而没收了几卷胶卷。这名技术人员是一位北京电影洗印录像实验室的雇员，拒绝打印或退回底片。十年后，同一位技术人员已被中国电影局因一起类似案例而处罚，据报这使得他“有点神经”。国家新闻出版广电总局 (SARFT)官员最终不得不联系这家实验室“同意”这部电影的制作。这一过程仍然要求电影制作人进行大量的剪切。
此事件使得该片制片人胡其鸣重申呼吁推出中国的电影评级制度。

## 奥斯卡提名
2006年末，《好奇害死猫》试图申请奥斯卡最佳外语片。推出这部胡其鸣制作的电影的这一决定和之前六次选送的中国影片相比显得古怪，因这六部电影非史诗类即武侠类（如张艺谋的《英雄》）。胡其鸣指美国电影艺术与科学学会已经厌倦了中国每年一次的历史电影，《好奇害死猫》对当代中国更为现实的描写将吸引评委。但尽管受推，提名也最终花落并未被选送竞争该奖项的张艺谋的史诗电影《满城尽带黄金甲》。胡其鸣呼吁召开听证会，称《满城尽带黄金甲》违反了学会规定，其在中国的放映在最后一刻被从沈阳切换到了北京。

## 獎項
| 頒獎典禮             | 獎項       | 名單   | 結果 |
| -------------------- | ---------- | ------ | ---- |
| 第43屆金馬獎         | 最佳女主角 | 劉嘉玲 | 提名 |
| 第16屆金雞百花電影節 | 最佳女主角 | 劉嘉玲 | 獲獎 |